# Niño de la Calzada
Antonio Tovar Ríos conocido popularmente como Niño de la Calzada o Niño de la Calzá, fue un cantaor flamenco.
Nació en Sevilla en 1913 y falleció en la misma ciudad en 1981. Especialmente destacados son sus fandangos que fueran alabados por el cantaor Ángel de Álora. 

## Trayectoria
Dotado de una bella voz que conquista a quien le oye, recorre Andalucía en varias giras durante los años cuarenta, hasta que en 1948 llega a Málaga donde logra gran fama con sus actuaciones radiofónicas, lo que le lleva a Madrid para intervenir en el circo Price al lado de grandes cantaores y guitarristas del momento (Sabicas, Manolo de Badajoz, Niño Ricardo entre otros). Llegó a grabar discos, lo que ha permitido que su cante llegue a nuestros días.